# Kot Radha Kishan
Kot Radha Kishan é uma cidade do Paquistão localizada na província de Punjab.